# Hannoa kitombetombe
Hannoa kitombetombe là một loài thực vật thuộc họ Simaroubaceae. Đây là loài đặc hữu của Cộng hòa Dân chủ Congo. Chúng hiện đang bị đe dọa vì mất môi trường sống.